# Rory Culkin
Rory Hugh Culkin, född 21 juli 1989 i New York, är en amerikansk skådespelare.
Culkin är son till Broadway-skådespelaren Kit Culkin och Patricia Brentrup och har fem syskon, Shane (född 1976), Macaulay (född 26 augusti 1980), Kieran (född 30 september 1982), Quinn (född 1984) och Christian (född 1987). Rory hade även en till syster som hette Dakota (född 1979) som dog den 10 december 2008, 29 år gammal. Han började sin karriär genom att spela i samma filmer som bröderna, ofta som en yngre version av deras rollfigurer.

## Filmografi, i urval
- 2000 – You Can Count On Me
- 2002 – Signs
- 2004 – Mean Creek
- 2005 – Painkiller
- 2005 – Down in the Valley
- 2005 – The Zodiac
- 2008 – Lymelife
- 2010 – Twelve
- 2011 – Scream 4
- 2018 – Lords of Chaos
- 2018 – Waco (TV-serie)
- 2022 – Under the Banner of Heaven (TV-serie)
- 2023 – Swarm (TV-serie)